# Omar ibn al-Khattâb
Omar ibn al-Khattâb (arabe : عُمَر إِبْن ٱلْخَطّاب), né en 584 à La Mecque et mort le 7 novembre 644 à Médine, est un compagnon de Mahomet, le prophète de l'islam, et fait partie du clan des Banu Adi (en) de la tribu Quraych.
Né en 584, il devient calife en succédant à Abou Bakr en 634 et dirige la oumma pendant 10 ans. Il meurt à Médine le 7 novembre 644, assassiné par un captif perse. Othmân ibn Affân lui succède quelques jours plus tard, après avoir été nommé par l'assemblée des érudits et compagnons du prophète Mahomet.
Les sunnites le considèrent comme le deuxième des « califes bien guidés » (rachidoune) après Abou Bakr et le surnomment Al-Fâroûq tandis qu'à l'opposé, les chiites considèrent son élection comme un coup d'État visant à empêcher la prise de pouvoir d'Ali.

## Enfance et origines
`Omar ibn al-Khattâb serait né à la Mecque en 584 et faisait partie du clan des Banu `Adi, clan responsable des arbitrages entre les différentes tribus. D'après Tabari, ce serait entre 582 et 591. L'imam An-Nawawi rapporte qu'il serait né 13 ans après la bataille de l'Éléphant que l'on situe vers 569-570 et `Omar ibn al-Khattâb a dit lui-même qu'il est né quatre ans après la guerre d'al-Fujjâr (580),. Son père, Al-Khattâb ibn Nufayl aurait été connu pour son intelligence[non neutre] et sa mère, Hintimmah, était la fille de Hâchim ibn al-Moughîra de la tribu des Banu Makhzum. `Omar ibn al-Khattâb était un homme de classe sociale moyenne et était vu comme un homme impitoyable. Il avait l'habitude durant son adolescence de s'occuper des chameaux de son père dans les plaines de la Mecque. Lorsqu'Omar ibn al-Khattâb était calife, il déclara : « Mon père, Al-Khattâb, était un homme impitoyable et me faisait travailler dur. Si je ne travaillais pas, il avait l'habitude de me battre et de me faire travailler jusqu'à épuisement. ».
Malgré le faible taux d'alphabétisation de l'Arabie durant l'époque pré-islamique, `Omar ibn al-Khattâb apprit à lire et à écrire pendant sa jeunesse.[réf. souhaitée] Bien qu'il ne fût pas poète, il développa un amour pour la poésie et la littérature. D'après la tradition des quraychites, `Omar ibn al-Khattâb apprit les arts martiaux, l'équitation et la lutte. Physiquement, il était très grand et fort et devint ainsi un lutteur renommé,Tabari. La tradition le décrit aussi comme un orateur talentueux et, en raison de sa curiosité, de son alphabétisation et de son charisme, il succéda à son père pour arbitrer les conflits entre les tribus.
Omar ibn al-Khattâb suivit la profession traditionnelle des quraychites. Il devint marchand et voyagea jusqu'à Rome ainsi qu'en Perse. Il y rencontra divers savants et approcha des érudits juifs et chrétiens les côtoyant de près. Cependant, il est perçu comme quelqu'un n'ayant jamais réussi à prospérer commercialement,. Il était aussi connu pour consommer régulièrement du vin avant sa conversion.

## Au cours du vivant de Mahomet

### Son opposition première à l'islam
En 610, alors que Mahomet commençait à propager le message de l'islam, `Omar défendait la religion traditionnelle des Quraych que les musulmans considéraient comme de l'idolâtrie. Comme beaucoup de Quraych de l'époque, il aimait goûter à la poésie et le vin avec ses compagnons. Il participait aux persécutions des musulmans et fut l'un des plus féroces opposants à l'islam car « son esprit de clan ainsi que son entêtement le poussaient à défendre les traditions ancestrales de son clan. ». Il croyait fermement en l'unité des Quraych et voyait l'islam comme une cause de division et de discorde parmi les Quraysh.
`Omar se chargea de torturer une servante des Banû Mou`ammil qui s'était convertie à l'islam afin de lui faire renier sa nouvelle foi. Il s'acharnait sur elle mais elle fut sauvée par Abou Bakr qui lui rendit la liberté en la rachetant. À la suite de toutes ces persécutions, Mahomet demanda aux musulmans d'émigrer en Abyssinie, ce qui rendit fou de rage `Omar : « Tout cela est la faute de Mahomet ! Il sépare le fils du père, et les frères entre eux. À coup sûr, c'est Mahomet qui est la cause de ce trouble, et il faut mettre fin à cette agitation ! ». Alors il commença à envisager de tuer Mahomet.

### Sa conversion à l'islam
`Omar ibn al-Khattâb se convertit à l'islam en 616 ou en 617, trois jours après la conversion de Hamza ibn Abd al-Muttalib. Ibn Ishaq dans son recueil Sirat An-Nabi (La vie du prophète) rapporte que `Omar ibn al-Khattâb décida de tuer Mahomet lorsqu'il apprit la conversion de sa sœur Fatima bint al-Khattâb et de son mari à l'islam. Alors qu'il était en chemin, il rencontra son meilleur ami Nou`aym ibn Abdillah qui s'était secrètement converti à l'islam et l'informa de ses intentions. Nou`aym fut surpris et dit : « Tu prétends vouloir éliminer Mahomet, alors que sa propagande a ses supporteurs au sein même de ta famille ! » et ajouta : « Ta sœur a renié ta religion ! », ceci dans le but de détourner son attention de son objectif premier. Il comprit ce que ceci voulait dire et fit demi-tour pour se rendre chez elle. Au même moment, Khabbâb ibn al-Arât récitait la sourate Ta-Ha. `Omar ibn al-Khattâb frappa à la porte en hurlant. Khabbab quitta la pièce précipitamment en entendant sa voix. Fâtima cacha le feuillet sous sa draperie et ouvrit la porte. `Omar ibn al-Khattâb les questionna brièvement sur ce qu'ils faisaient et se rua sur Saïd ibn Zayd (le mari de Fatima). Fatima intervint pour défendre son mari et avoua leurs conversions à `Omar ibn al-Khattâb qui réagit violemment en la frappant au visage avec un objet qu'il avait en main, la faisant saigner abondamment. Elle lui dit : « Ô fils d'al-Khattâb, je me suis soumise à Dieu, fais ce que tu veux ! ». Lorsqu'il découvrit le feuillet, il lui demanda de le lui donner, ce qu'elle refusa arguant qu'il n'était pas digne de le toucher car il n'était pas purifié, mais elle voulait surtout qu'il ne le détruise pas. `Omar ibn al-Khattâb baissa le ton, fit les ablutions et elle finit quand même par le lui montrer. La tradition raconte l'émotion qui traversa `Omar ibn al-Khattâb à la lecture des versets et que c'est à ce moment qu'il prononça l'attestation de foi (la chahada). Il voulut ensuite se rendre auprès de Mahomet, qui était dans la maison d'al-Arqam en bas de la colline d'as-Safâ, pour l'informer de sa conversion. Il frappa et Mahomet ordonna que l'on lui ouvre, malgré la réticence des gens présents et les menaces de Hamza, `Omar ibn al-Khattâb les informa alors de sa conversion. La tradition raconte que les gens présents crièrent Allahou akbar tellement fort que tous les habitants de la Mecque l'entendirent. Ensuite, `Omar ibn al-Khattâb questionna Mahomet :[non neutre]

« Ô prophète de Dieu, sommes-nous sur la vérité ? » Mahomet répondit : « Bien sûr ! » Alors `Omar ibn al-Khattâb lui dit : « Dans ce cas, pourquoi se cacher ? » `Omar ibn al-Khattâb raconte : « Nous sommes sortis en deux groupes, Hamza et moi à la tête de chacun d'eux. Nous sommes entrés dans l'enceinte de la Ka`ba, et quand j'ai regardé du côté des cercles des Quraych, j'ai aperçu sur leur visage une tristesse, comme je n'en ai jamais vu de semblable. Ce jour-là, le Messager de Dieu [...] m'a surnommé al-Fâroûq!. »

D'après `Abdullah ibn `Abbas, le premier homme à avoir publiquement annoncé sa conversion à l'islam fut `Omar ibn al-Khattâb. Les musulmans purent dès lors se rendre dans l'enceinte de la Kaâba qu'ils ne pouvaient auparavant approcher. `Abdullah ibn `Omar, le plus illustre de ses enfants avait 6 ans au moment de la conversion de son père qui lui, était âgé de 26 ou 27 ans. Depuis ce jour il défendit l'islam et devint l'un des compagnons de Mahomet. Son surnom d'Al-Fâroûq lui vient de ses charges d'arbitrage, de médiation et d'ambassade au cours de la période pré-islamique. Il signifie "celui qui fait la distinction entre le Bien et le Mal, la justice et l'injustice et tranche lors des différends". Il peut être traduit en français par : Le Sagace. `Omar ibn al-Khattâb se rendit ensuite auprès d'un Quraych afin que tout le monde apprenne la nouvelle. On lui conseilla Jamîl ibn Ma`mar al-Joumahî car il était connu pour être un rapporteur. `Omar ibn al-Khattâb le croisa en chemin et celui-ci s'empressa de transmettre la nouvelle à tous les cercles des Quraych. Ceux-ci se jetèrent alors sur lui pour le frapper jusqu'à ce que la chaleur du soleil les ait obligés à arrêter. Le plus violent d'entre eux fut `Otba ibn Rabî`a mais `Omar ibn al-Khattâb eut le dessus sur lui. `Omar ibn al-Khattâb leur déclara :

« Faites ce que bon vous semble, mais je jure par Dieu que si nous étions trois cents musulmans, nous vous aurions combattus jusqu'à ce que l'un des deux partis arrache définitivement à sa rivale l'autorité sur le Sanctuaire Sacré. »

Depuis ce jour, les musulmans purent se rendre dans l'enceinte sacrée. `Omar ibn al-Khattâb put aussi bénéficier de la protection d'Al-`Âs ibn Wâ`il As-Sahmî Abou `Amroû, qui faisait partie des Banû Sahm, protection qu'il déclara lui-même à la foule qui se dispersa ensuite. `Abdullah ibn Mas`ud déclara à propos de la conversion de `Omar ibn al-Khattâb :

« La conversion de `Omar ibn al-Khattâb fut une ouverture (fath), son émigration (hijra) fut une victoire et sa fonction de chef d'État (imâma) une bénédiction. Si vous nous aviez vu avant sa conversion ! Jusqu'à ce que `Omar ibn al-Khattâb devienne musulman, nous ne pouvions même pas prier dans l'enceinte de la Ka`ba ! [...],. »

### Départ pour Médine
En 622, en raison de la popularité croissante de l'islam dans la ville de Yathrib, plus tard rebaptisée Médine, Mahomet ordonna aux musulmans d'émigrer là-bas. C'est à ce moment que commence l'hégire. Les musulmans émigrèrent généralement durant la nuit afin de ne pas être inquiétés par les Quraych hormis `Omar qui le fit ouvertement en pleine journée. Il attacha son épée autour de la taille, mit son arc à l'épaule, prit des flèches en main puis se dirigea vers la Ka`ba pour y effectuer le tawâf et faire deux unités de prière. Il passa ensuite devant les Quraych et leur dit : « Que ces visages soient enlaidis ! Que Dieu humilie ces nez ! Que celui d'entre vous qui veut que sa mère le perde, que ses enfants deviennent orphelins ou que sa femme soit veuve, me suive au-delà de cette vallée,! ». `Omar partit alors pour Médine en compagnie de son cousin Sa`id ibn Zayd ainsi que quelques pauvres qui le suivirent après s'être convertis.

#### La vie à Médine
Médine devint le nouveau centre de l'islam et la religion commença à se répandre rapidement à travers l'Arabie. Lorsque Mahomet arriva à Médine, il apparia les immigrés (muhâjiroûn) avec les habitants de la ville (ansâr) par un pacte de fraternisation. C'est ainsi que `Omar fut lié à Muhammad ibn Maslamah. Il fraternisa aussi avec un autre habitant de Médine. Un jour sur deux, il travaillait dans l'exploitation de palmiers-dattiers, et l'autre jour il restait auprès de Mahomet pour suivre ses enseignements. Plus tard, sous le califat de `Omar, Muhammad ibn Muslamah aurait été affecté au bureau des comptes en tant que chef inspecteur. Les musulmans restèrent en paix à Médine pendant environ un an avant que les Quraych ne décident de lever une armée pour les attaquer. En 624, `Omar participa à la première bataille, la bataille de Badr, qui opposa les musulmans aux Quraych de la Mecque. Il participa aussi à la bataille de Uhud en 625. Dans la deuxième phase de la bataille, lorsque la cavalerie de Khalid ibn al-Walid attaqua les musulmans par l'arrière, des rumeurs se propagèrent à propos de la mort du prophète Mahomet, ce qui mit de nombreux musulmans en déroute. `Omar crut d'abord aussi à ces rumeurs, mais lorsqu'il entendit ensuite que le prophète était encore vivant, il alla le rejoindre à la montagne de Uhud pour préparer la défense de la colline face à l'armée mecquoise qui siégeait en contrebas. Plus tard dans l'année, `Omar participa à une partie de la campagne contre la tribu juive des Banu Nadir. En 625, Hafsa, la fille de `Omar se maria avec Mahomet. En 627, il participa à la bataille du fossé ainsi qu'à l'expédition contre les Banu Qurayza. En 628, il participa à l'expédition de Hudaybiya et fut l'un des témoins du traité. En 628, il participa en partie à la bataille de Khaybar. En 629, Mahomet envoya en renfort Amr ibn al-As à Dhât as-Sallasil ainsi qu'Abu Ubayda ibn al-Djarrah, qui avait sous ses ordres Abou Bakr et `Omar, et ceux-ci finirent par vaincre l'ennemi. En 630, `Omar participa à la conquête de la Mecque. La même année, il combattit lors de la bataille de Hunayn ainsi qu'au siège de Ta'if. Il participa également à la bataille de Tabouk, sous le commandement de Mahomet. La tradition raconte qu'il aurait financé les préparations de l'expédition avec la moitié de sa propre fortune. `Omar était présent lors du sermon d'adieu de Mahomet en 631.

### Mort de Mahomet
Mahomet mourut le 8 juin 632 à Médine et la nouvelle affecta beaucoup `Omar. Il menaça de couper la tête de celui qui répéterait que le prophète était mort et c'est à ce moment qu'Abou Bakr le futur calife se présenta à la foule en déclarant :

« Celui qui adorait Mahomet, qu'il sache que Mahomet est mort, et celui qui adorait Dieu, faites-lui savoir que Dieu est vivant et ne meurt jamais. »

Ensuite, Abou Bakr récita les versets suivants du Coran :

« Mahomet n’est qu’un messager - des messagers avant lui sont passés. S’il mourait, donc, ou s’il était tué, retourneriez-vous sur vos pas ? [...] »

Les sunnites pensent que ce déni de la mort du prophète de l'islam par `Omar fut occasionné par son profond amour pour lui.

## Durant le califat d'Abou Bakr
Durant son bref califat, Abou Bakr resta la plupart du temps occupé à gérer les différentes expéditions (houroub al-ridda). `Omar était l'un de ses principaux conseillers et secrétaire. Il fut probablement, avec Khalid ibn al-Walid, l'un des principaux architectes et stratèges qui furent derrière l'effondrement de la rébellion en Arabie. Au début, `Omar s'opposa aux opérations militaires contre les tribus rebelles, car il voulait bénéficier de leur soutien en cas d'une éventuelle invasion romaine ou persane ; mais il semblerait que plus tard il ait changé d'avis et fini par être d'accord pour pratiquer les raids guerriers stratégiques d'Abou Bakr pour écraser la rébellion. En 632, Khalid ibn al-Walid réussit à unir les tribus arabes en Arabie après plusieurs victoires consécutives sur les rebelles. Lors du califat de `Omar, celui-ci aurait plutôt essayé d'éviter les guerres afin de consolider son pouvoir dans les territoires conquis plutôt que de continuer à étendre l'empire par des guerres continuelles. Avant la bataille d'al-Yamamah, `Omar tenta de convaincre Abou Bakr de rappeler Khalid ibn al-Walid qui avait tué Malik ibn Nuwayrah (en), un des chefs de la rébellion des territoires non conquis. `Omar aurait été dupé par le frère de Malik qui lui aurait fait croire que celui-ci était musulman et que malgré cela, Khalid ibn al-Walid l'aurait tué afin d'épouser sa femme Layla bint al-Minhal (en), qui était renommée pour sa beauté en Arabie. Abou Bakr refusa d'accepter l'opinion de `Omar qui continuera d'insister pour éliminer Khalid même après la conquête de l'Irak par ce dernier. Ceci devint un enjeu majeur entre Abou Bakr et `Omar ainsi qu'un chapitre important de l'histoire de l'expansion de l'islam.
Ce fut `Omar qui conseilla Abou Bakr de rassembler le Coran sous forme d'un livre, à la suite de la mort de 300 maîtres-récitateurs lors de la bataille d'al-Yamamah. En 634, Abou Bakr nomma comme successeur `Omar juste avant sa mort.

### Nomination comme calife
Après être tombé malade, Abû Bakr se soucia de sa succession et suggéra le nom d'Omar. Les notables médinois furent d'accord sur ce choix. Abû Bakr convoqua Uthman ibn Affan pour rédiger un testament allant dans ce sens. Le lendemain Abû Bakr décéda.

## Son califat

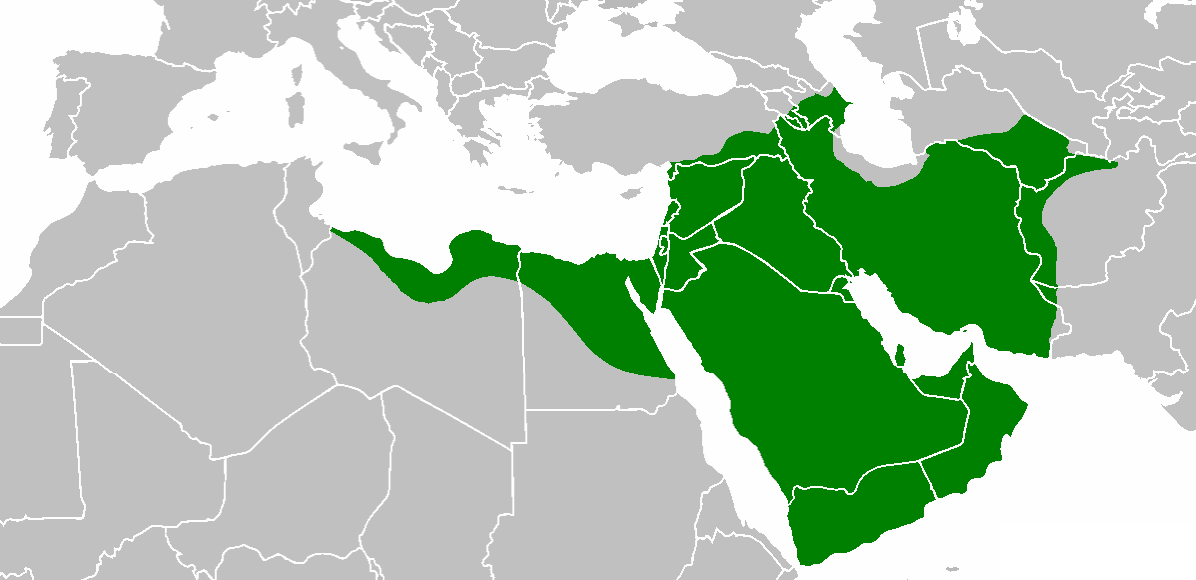
L'empire du califat d'Omar à son apogée, en 644.

### L'administration politique et civile
Il est le premier calife à être appelé amir al-mûminîn (« commandeur des croyants »).

### Les réformes
On lui doit l'institution de l'ère de l'Hégire, nouveau calendrier musulman, dont il fixa la date au 16 juillet 622.

Conformément au Coran, il inclut les non-musulmans dans le droit à la zakât.
La zakât est versée à ce qui pourrait être l'équivalent du trésor public appelé Bayt al-mal (la maison des biens des musulmans).[réf. nécessaire]
Puis elle est utilisée dans plusieurs domaines à l'époque de Mahomet et du premier calife Abu Bakr : distribuée aux musulmans en fonction de leurs revenus, pour permettre aux plus pauvres de subvenir à leurs besoins, construire des établissements publics (écoles, hôpitaux, mosquées). Sous son califat, il ajoutera une aide aux familles avec enfant, en fonction du nombre et de l'âge des enfants. C'est la première forme d'allocation familiale connue. Elle sera aussi utilisée pour rémunérer des fonctionnaires publics. Il impose un état du patrimoine des hauts fonctionnaires avant leurs prises de poste puis un second à la fin de leur mission, l'objectif étant de s'assurer qu'ils ne se sont pas enrichis anormalement durant leur période d'activité bénéficiant, au titre de leur fonction, d'avantage sur leurs commerces par exemple. Si c'est le cas alors une partie du surplus est reversée au trésor public.[réf. nécessaire]

### Les batailles et expansions militaires

#### Prise de Damas
Dès sa prise de fonction il changea de chef des armées, pour des raisons différentes selon les versions, remplaçant le vainqueur de la bataille du Yarmouk, Khâlid ibn al-Walîd par Abû `Ubayda ibn al-Jarrah. Abû `Ubayda conserva Khâlid à son côté.
Les armées byzantines étaient à Damas et à Émèse (Homs) où l'empereur Héraclius se tenait en retrait. Le siège de Damas dura plusieurs mois (deux ou six selon les versions). Il y a été utilisé des machines de guerre pour envoyer des projectiles sur l'armée adverse. Damas finit par se rendre en livrant la moitié de ses richesses aux troupes musulmanes (janvier 635 ou septembre 635). L'empereur byzantin se replia à Antioche (Antakya). En 637 Abû Ubayda prend Baysan (ancienne Scythopolis), Tibériade et Fahil (ancienne Pella). Le sud de la Syrie est ainsi sous le contrôle des musulmans.

#### Conquête de l'Irak et de la Perse

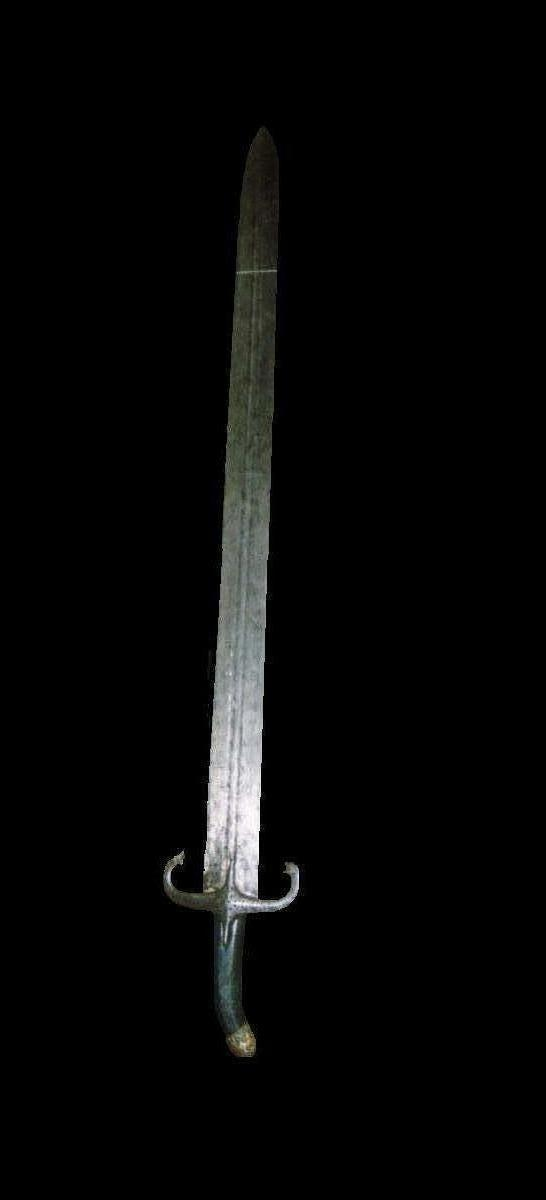
Épée du calife Omar, avec une poignée plus récente.

Omar voulut alors profiter de la faiblesse relative de la Perse pour l'attaquer. Il n'y eut guère de volontaire pour cette mission et seul Abû Ubayd ben Mas`ud s'est porté volontaire. Il fut nommé à la tête de l'armée d'Irak. Il se dirige vers Al-Hîra avec l'armée de Médine rejoignant ainsi l'armée d'Irak qui l'attendait. Un combat eut lieu à Namarîq. Dans cette bataille un butin immense et un grand nombre de prisonniers étaient tombés entre les mains des musulmans. Il franchit l'Euphrate et se dirigea vers la forteresse de Kaskar. C'est une nouvelle victoire qui donna aux musulmans le contrôle de la Mésopotamie.
Les Perses lancèrent une attaque en direction d'Al-Hîra avec une armée de 30 000 hommes et trente éléphants conduite par le général Bahman. Les deux armées se firent face de part et d'autre de l'Euphrate. Un pont fut construit pour que les Arabes puissent passer sur l'autre rive du fleuve d'où le nom de « bataille du pont » donné à cet affrontement (octobre 634). Comme les éléphants affolaient les chevaux des Arabes, ceux-ci repartirent au combat à pied et cette fois ils négligèrent les éléphants et enfoncèrent l'armée perse. Cependant au cours du combat un éléphant renversa Abû `Ubayd ben Mas`ud et l'écrasa. Les armées arabes se replièrent et refranchirent le pont.
Deux batailles firent encore quelques milliers de morts à Bowayb et à Baghdâd. Yazdgard III, qui était devenu le nouveau souverain perse de la dynastie des Sassanides commença par tenter de négocier avec les Arabes. La bataille finale eut lieu à Al-Qâdisiyya (vers [636]). Elle dura quatre jours en opposant Rostam Farrokhzād commandant l'armée perse avec ses éléphants et 120 000 hommes et Sa`ad ben Abî Waqqâs (سعد بن ابي وقاص) qui ne pouvait participer lui-même à la bataille, à cause d'une paralysie temporaire qui avait touché sa jambe droite. Il y eut au moins 30 000 morts du côté des perses et Rostam fut tué. Cette victoire des musulmans fit entrer définitivement la région, rebaptisée Irak al-Arabî, dans le monde musulman.
Pour empêcher qu'une aide aux armées perses n'arrive par la mer, Omar fonda la ville de Bassora à l'embouchure de l'Euphrate et y installa une garnison arabe.

#### Conquête des villes de Syrie
Omar laissa au repos son armée d'Irak et remit celle de Syrie en campagne. Abû `Ubayda reçut l'ordre de s'emparer d'Émèse (Homs). Les byzantins renforcèrent les fortifications et une armée menée par Héraclius se déplaça d'Antioche (Antakya en Turquie) à Édesse (Urfa en Turquie) pour venir en aide à Émèse si nécessaire. Le siège d'Émèse commença en hiver. C'est un tremblement de terre qui vint en aide aux musulmans en écroulant une partie des fortifications.
Omar a fixé les règles de conduite à l'attention des chrétiens et des juifs donnant les bases du statut de « protégé » (dhimmi) dans la société dominée par les musulmans dans un texte appelé le Pacte d'Umar[réf. souhaitée]
Il restait deux villes à prendre : Chalcis (Hâdir Qinnasrîn ou al-`Iss en Syrie) et Césarée (Césarée en Palestine). Chalcis étant la plus proche elle fut conquise en premier.
`Omar nomma alors Mu`âwiya ibn Abî Sufyân à la tête de l'armée chargée d'attaquer Césarée. Les Byzantins furent mis en fuite et 80 000 d'entre eux furent tués (636).

#### Prise de Jérusalem

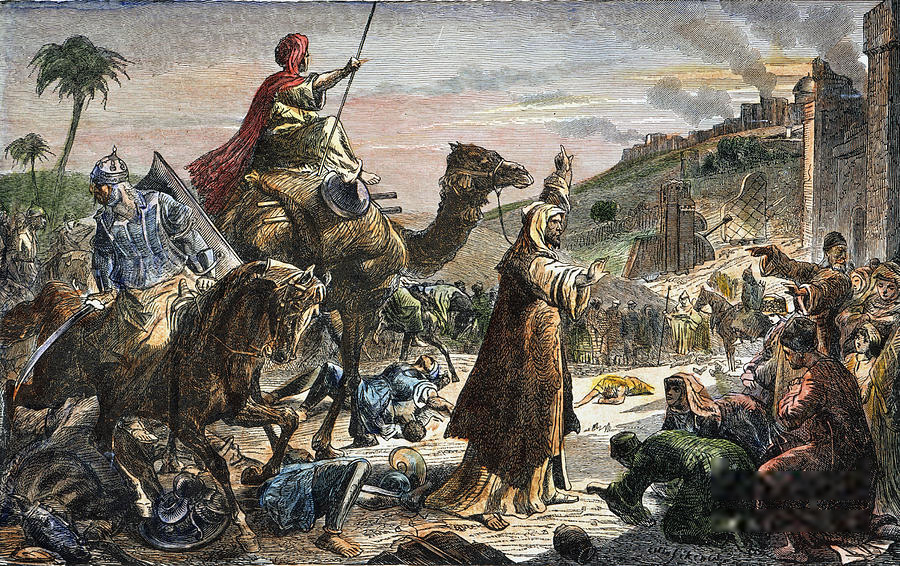
Entrée du calife Omar à Jérusalem.

Omar envoya alors Mu`âwiya accompagné d'`Amrû ben al-`Âs à la conquête de Jérusalem. Partant de Damas, les armées arabes parcouraient la route des pèlerins À son approche le général byzantin chargé de défendre Jérusalem, nommé Artabun, s'enfuit vers l'Égypte (janvier 637).
À Jérusalem, le patriarche Sophrone voulut traiter directement avec `Omar et que celui-ci vienne en personne dans la cité. `Omar accorda sa protection aux habitants de la ville au terme d'une lettre remise à ce patriarche. Il garantit la sauvegarde des sites chrétiens et donna ordre à ses hommes de ne pas les détruire et de ne pas les utiliser comme habitations.
Le récit d'Eutychius raconte qu'`Omar ibn al-Khattab visita l'église de la Résurrection et s'arrêta pour s'asseoir sous son porche ; mais, au moment de la prière, il s'éloigna de l'église et fit sa prière en dehors. Il craignait que les générations futures ne prennent le prétexte d'une prière de lui à l'intérieur de l'église pour la transformer en mosquée. Eutychius ajoute qu'Omar ben al-Khattab avait écrit un décret interdisant aux musulmans de se réunir en ce lieu pour y prier.
'Omar se rendit aussi sur l'esplanade du Temple à l'endroit où, d'après le Coran, Mahomet a été emmené la nuit. Ayant inspecté ces lieux, il fit ses prières là où se situe maintenant la mosquée Al-Aqsa.
Il ordonne la construction de la mosquée Qubbat al-Sakhra sur le lieu actuel du Dôme du Rocher, sur l'esplanade du Temple à Jérusalem, à l'endroit que Mahomet a visité la nuit (Isra voyager la nuit) et d'où s'est envolé au ciel chevauchant le cheval ailé Bouraq.
Omar confia la Palestine, Jérusalem et la côte méditerranéenne à Yazîd ben Abî Sufyân. Abû `Ubayda resta le gouverneur général de toutes ces régions.
Il permit aux juifs de retourner à Jérusalem en 638 après avoir été chassés de Palestine en l'an 135 par les Romains à la suite de la deuxième révolte juive.
Cependant pour l'historien Vincent Lemire "le réexamen critique des sources a récemment montré qu'aucun texte contemporain ne mentionne le nom d'Umar [Omar] en lien avec la conquête arabe de Jérusalem ; qu'Umar ne s'est jamais rendu à Aelia/Iliya mais à Ayla/Eilat sur le golfe d'Aqaba ; que le récit de sa rencontre avec Sophronios [Sophrone], le patriarche de Jérusalem... ne fait que démarquer la tradition présente chez les auteurs arabes, de son entrevue avec l'évêque d'Eilat."

#### Prise de Ctésiphon
L'armée d'Irak s'étant reposée, elle repartit au combat sous les ordres de Sa`ad ben Abî Waqqâs. Yazdgard III abandonna sa capitale Ctésiphon et toutes ses richesses sans combattre.
La fuite de Yazdgard III se poursuivit vers Ray (en Iran). Omar décida de ne pas le poursuivre : « les arabes avaient fait assez de conquêtes pour cette année et la paix des musulmans est préférable à un nombreux butin ».
La conquête du nord de l'Irak se poursuivit néanmoins avec la prise de Tikrīt puis celle de Mossoul (638).

#### Fondation de Koufa
`Omar se mit à la recherche d'un site où construire une nouvelle capitale. Le site de Koufa près d'Al-Hîra fut choisi. Sa`ad ben Abî Waqqâs y construisit un palais. Il fit transporter la porte du palais de Ctésiphon dans celui-ci. Une partie des habitants de Ctésiphon l'imitèrent en s'installant à Koufa. `Omar envoya un messager chargé de brûler le palais ainsi construit. Ce palais fut restauré sous le règne de Mu`âwiya ibn Abî Sufyân qui devint alors la résidence royale.

#### Seconde bataille d’Émèse
Pendant toute la 17e année de l'hégire (638), il n'y eut pas de campagne de conquêtes car les Arabes étaient occupés à la construction de Koufa. Une partie des chrétiens habitants de l'Irak s'étaient dirigés vers Émèse pour y rejoindre les byzantins. Il y eut une armée sous les murs d'Émèse. Aussitôt Abû `Ubayda appela des renforts. Yazîd ben Abî Sufyân vint de Damas, Mu`âwîya ben Abî Sufyân vint de Césarée, et Khâlid ben Walîd resta à Chalcis à réunir une armée en attendant les renforts venant d'Irak. Khâlid ben Walîd arriva enfin et il conseilla à Abû `Ubayda de tenter une sortie. Une bataille de quatre jours s'engagea. Trois mille byzantins furent faits prisonniers.
Une épidémie de peste ravagea la Syrie et en particulier le bourg d'Emmaüs ; elle fit deux victimes notables : Abû `Ubayda et Yazîd ben Abî Sufyân (639).

#### Conquête de l’Égypte
En 639, `Amrû ben al-`As se dirigea vers l'Égypte en traversant la Palestine, il reçut des renforts venus d'Irak. Devant l'avance d'`Amrû les Grecs quittent précipitamment leurs villes pour Alexandrie. Après une première prise d'Alexandrie (fin 641), il la reconquiert en 643. La ville, évacuée par les Grecs, est livrée par le patriarche Cyrus aux troupes de ‘Amr qui prend la Cyrénaïque et fonde le camp de Fostat (qui deviendra Le Caire), au nord de Babylone d’Égypte. Les Grecs qui s'enfuient d’Égypte étaient surtout des commerçants; le régime de la propriété du sol ne fut pas modifié, et les Arabes reçurent une solde surtout en nature. Ils assurent une garde par rotation à Alexandrie face à la mer et à Khirbeta face au désert. ‘Amr marche alors sur Tripoli, mais `Omar lui ordonne d'arrêter son avance.
En 643, ‘Amr est nommé gouverneur (wali) d’Égypte. Il fait restaurer le canal du Nil à la mer Rouge pour transporter en Arabie le blé d’Égypte (détruit au VIIIe siècle). Il prend le nom de « canal de l’émir des croyants » en hommage au calife `Omar.

À partir de 1203, Abdul al-Latif al-Baghdadi, historien arabe, puis Ibn al Kifti imputent la destruction de la bibliothèque d'Alexandrie à Omar ibn al-Khattab qui aurait donné en 642 l'ordre de détruire la bibliothèque à son chef militaire 'Amr Ibn al-'As. Il n'existe aucune trace de ce récit avant le XIIIe siècle, soit six siècles après les faits supposés, il n'est pas repris par tous les historiens de l'époque, et il en existe deux versions différentes. Les causes et l'époque de la destruction de la bibliothèque sont inconnues. 

## Assassinat
Omar fut poignardé à plusieurs reprises le 3 novembre 644 dans la mosquée de Médine pendant la prière du fajr par un esclave persan zoroastrien ou musulman nommé Pirouz Nahavandi et surnommé Abu Lulu'ah. La cause de cette assassinat n'est pas clair, cependant les sources médiévales l'attribuent généralement à un différend fiscal entre l'esclave et son maitre Al-Mughira ibn Shu'baIl. Omar n'ayant pas voulu lever la taxe (kharaj) imposé à Pirouz. Il mourut trois jours plus tard à la suite de ses blessures,. Oumm Ayman, qui fut la nourrice de Mahomet, s'écria : « Aujourd'hui, l'islam est tombé ! ».
Omar qui institua la shura désigna les muhajirun afin qu'ils élisent entre eux et parmi eux le prochain calife au détriment des ansars. Ces derniers seront écartés du pouvoir suprême et commandements militaires ce qui posera un problème politique qui éclatera sous Othmân ibn Affân.
Chez les chiites, l'assassinat d'Omar Ibn al-Khattab est fêté annuellement sous le nom d'Omar Koshan ( persan : عمرکشان, « le meurtre d'Omar » ). Son meurtrier, Pirouz Nahavandi a quant lui acquis le titre de Baba Shuja Ad-Deen (littéralement « Le courageux de la religion »), un mausolée en son honneur a été érigé à Kashan.

## Découvertes épigraphiques

### Profession de foi et signature d'Omar au début de la révélation
Les récentes prospections épigraphiques menées en Arabie Saoudite depuis novembre 2012 dans le cadre de la mission Oasis d’Arabie ont permis de découvrir de nouveaux textes arabes, graffitis gravés sur la pierre, datant des deux premiers siècles de l’Hégire essentiellement de graffitis islamiques dont l'un se trouve être la signature d'Omar ibn al-Khattâb et sa profession de foi (Il n'y a de dieux que Dieu). Selon Frédéric Imbert, professeur des Universités (Aix-Marseille Université), directeur du Département des Études moyen-orientales et spécialiste en épigraphie arabe et islamique, cette trouvaille pourrait être contemporaine des premières années de la révélation coranique (vers 610). Toutefois, ajoute Fréderic Imbert rien n'interdit de dire que cette signature date d'avant l'islam (4"20). De même, il indique que les plus anciennes mentions de Mahomet « prophète de l'islam » (m.632) sur des graffiti ne datent pas d'avant 695 (11"20).

### Confirmation de la date du décès d'Omar
Un graffiti sur la pierre écrit par un inconnu du nom de Zuhayr et daté de l'an 24 de l'hégire (644-645) a été découvert à l’est d’al-ʿUlâ en Arabie, il indique la date de la mort d'Omar : 

« C’est moi, Zuhayr ! J’ai écrit à l’époque de la mort de ʿUmar, en l’année 24. »

## Postérité

### Télévision
La série Omar al-Faruq retrace la vie du calife Omar . Elle est diffusée sur la chaîne saoudienne MBC et traduite en anglais, français et en turc. Cette série soulève le problème de la représentation des compagnons de Mahomet,. Il s'agit de la plus grande production télévisuelle arabe jamais réalisée, avec 30 000 acteurs et techniciens de 10 pays, et 30 épisodes tournés en 300 jours.